# Баїя-Бланка (округ)
Округ Баїя-Бланка (ісп. Bahía Blanca) — адміністративно-територіальна одиниця 2-ого рівня у провінції Буенос-Айрес в центральній Аргентині. Адміністративний центр округу — Баїя-Бланка (ісп. Bahía Blanca).
Населення округу становить 301572 особи (2010). Площа — 2247 кв. км.

## Історія
Округ заснований у 1834 році.

## Населення
У 2010 році населення становило 301572 особи. З них чоловіків — 144648, жінок — 156924.

## Політика
Округ належить до 6-ого виборчого сектору провінції Буенос-Айрес.